# Грабовац, Мирко
Мирко Грабовац (род. 19 сентября 1971, Сплит) — хорватский и сингапурский профессиональный футболист и тренер. Чтобы играть за национальную сборную Сингапура, в 2002 году он принял сингапурское гражданство в рамках программы Футбольной ассоциации Сингапура по натурализации иностранных спортивных талантов. Позже в 2008 году он отказался от гражданства.

## Биография
До переезда в Сингапур Грабовац играл в родной Хорватии за такие клубы, как «Приморац», «Цибалия» и «Задаркомерц». В 1999 году он перешёл в сингапурский «Уорриорс».
Грабовац пять раз был лучшим бомбардиром чемпионата Сингапура: в 1999, 2000, 2001 и 2002 годах в составе «Уорриорс»; и в 2005 году в «Тампинс Роверс». В 2000 году он был признан игроком года чемпионата. Также является четырёхкратным чемпионом Сингапура и трёхкратным обладателем кубка. С «Уорриорс» он забил в общей сложности 150 голов в пяти сезонах чемпионата Сингапура, а также провёл семь мячей в азиатских кубках.
В 2007 году он забил свой 240-й гол в S-Лиге в рамках полуфинала кубка Сингапура в ворота «Бангкок Юнайтед» (приглашённая команда). Таким образом он обошёл Эгмара Гонсалвеша, став лучшим бомбардиром всех времён чемпионата Сингапура. До начала сезона 2011 года в статистику внутреннего первенства включался как чемпионат, так и кубок Сингапура. Футбольная ассоциация внесла соответствующие поправки в 2011 году. 12 августа 2008 года рекорд Грабоваца побил Александар Джурич.
Через год Грабовац подписал контракт с «Сенкан Пунгол», он также занимал должность помощника тренера Сасвадиматы Дасуки. Однако он почти не играл за клуб, так как дважды не смог сдать обязательный тест по физподготовке. Также он некоторое время был исполняющим обязанности тренера клуба, начал с победы с минимальным счётом над «Гомбак Юнайтед», которая стала второй для «Сенкан» в том сезоне.
Грабовац ушёл в отставку спустя два месяца и 5 октября 2008 года решил покинуть Сингапур, чтобы воссоединиться со своей семьёй в родной Хорватии, он также отказался от сингапурского гражданства. По возвращении на родину тренировал местные клубы «Мосор» и «Имотски».
13 января 2018 года Грабовац был объявлен новым главным тренером своего бывшего клуба «Уорриорс», таким образом он вернулся в Сингапур. Назначение было встречено неодобрением со стороны сингапурских болельщиков и футбольного сообщества из-за отказа Грабоваца от гражданства десятью годами ранее. В марте 2018 года он получил разрешение на работу и приступил к тренировкам с «Уорриорс». Сезон с «Уорриорс» был разочаровывающим, команда финишировала на седьмой позиции из девяти в Сингапурской Премьер-лиге 2019 года. Его контракт не был продлен после окончания сезона.